# Serdang (Pirak Timu)
Serdang is een bestuurslaag in het regentschap Aceh Utara van de provincie Atjeh, Indonesië. Serdang telt 413 inwoners (volkstelling 2010).